# Люльково (Великопольське воєводство)
Люльково (пол. Lulkowo) — село в Польщі, у гміні Ґнезно Гнезненського повіту Великопольського воєводства.
Населення — 232 особи (2011).
У 1975-1998 роках село належало до Познанського воєводства.

## Демографія
Демографічна структура станом на 31 березня 2011 року:
|          | Загалом | Допрацездатний вік | Працездатний вік | Постпрацездатний вік |
| -------- | ------- | ------------------ | ---------------- | -------------------- |
| Чоловіки | 121     | 22                 | 91               | 8                    |
| Жінки    | 111     | 23                 | 70               | 18                   |
| Разом    | 232     | 45                 | 161              | 26                   |